# Walter Reschke
Walter Reschke (* 28. März 1942) ist ein ehemaliger deutscher Fußballtorwart, der 1969/70 für die BSG Stahl Eisenhüttenstadt in der DDR-Oberliga, der höchsten Spielklasse im DDR-Fußball aktiv war.

## Sportliche Laufbahn
Bei der landwirtschaftlichen Betriebssportgemeinschaft (BSG) Traktor im brandenburgischen Neuzelle begann Walter Reschke organisiert Fußball zu spielen. Im Alter von 14 Jahren wurde er 1956 in die BSG Stahl Stalinstadt aufgenommen, wo er schließlich mit der Männermannschaft 1960 den Aufstieg aus der drittklassigen II. DDR-Liga in die DDR-Liga schaffte. Bereits in seiner ersten DDR-Liga-Saison, in der die BSG in Stahl Eisenhüttenstadt umbenannt wurde, etablierte sich Reschke mit 20 Einsätzen bei 39 Punktspielen zum Stammtorwart. Die hohe Zahl der Spiele war notwendig geworden, um von der Kalenderjahr-Saison zum Sommer-Frühjahr-Spielrhythmus zurückzukehren. Nachdem Reschke 1962/63 seinen Stammplatz an Manfred Lange, seinen künftigen langjährigen Konkurrenten, verloren und nur in drei Ligaspielen im Tor gestanden hatte, wechselte Reschke zur Spielzeit 1963/64 für ein Jahr zum DDR-Liga-Aufsteiger BSG Stahl Riesa und wurde dort in 17 der 30 Ligaspiele eingesetzt. Anschließend nahm er wieder bei Stahl Eisenhüttenstadt den Stammplatz im Tor ein. Nach nur zwei Punktspielen in der Hinrunde 1966 wechselte Reschke zur Rückrunde wieder zu Stahl Riesa, wo er die restlichen 15 Ligaspiele absolvierte. Zur Saison 1967/68 kehrte er erneut zu Stahl Eisenhüttenstadt zurück, wo er nun bis zum Ende seiner leistungssportlichen Laufbahn verblieb.
1969 stieg Reschke mit den Eisenhüttenstädtern in die DDR-Oberliga auf, war aber nur bei zehn der 30 Ligaspiele dabei. In der Oberligaspielzeit 1969/70 war er mit 22 Einsätzen in den 26 Punktspielen wieder unangefochten Stammtorwart. Am Ende der Saison gehörte die Mannschaft zu den beiden Oberligaabsteigern. Gleichzeitig bezichtigte der DDR-Fußballverband die BSG finanzieller Manipulationen und stufte die bisherige Oberligamannschaft in die inzwischen drittklassige Bezirksliga Frankfurt (Oder) zurück.
Mit Torwart Reschke schaffte Stahl Eisenhüttenstadt 1971 den sofortigen Aufstieg in die DDR-Liga. In den beiden folgenden Spielzeiten blieb Reschke die Nummer eins im Tor. 1972 wurde die BSG Stahl Liga-Staffelsieger und nahm an der Oberliga-Aufstiegsrunde teil. Reschke bestritt alle acht Aufstiegsspiele, seine Mannschaft verpasste aber als Dritter unter fünf Anwärtern den Aufstieg. Im Sommer 1973 ging Walter Reschke 31-jährig in seine letzte DDR-Liga-Saison. Hinter seinem ewigen Kontrahenten Manfred Lange war er mit sieben Einsätzen nur noch Reservetorhüter. Nach dem Ende der Saison beendete er seine Laufbahn im DDR-weiten Fußballspielbetrieb. Er konnte auf 22 Oberliga- und 157 DDR-Liga-Spiele zurückblicken.

### Stationen
- 1956 bis 1963: BSG Stahl Eisenhüttenstadt
- 1963 bis 1964: BSG Stahl Riesa
- 1964 bis 1966: BSG Stahl Eisenhüttenstadt
- 1967: BSG Stahl Riesa
- 1967 bis 1974: BSG Stahl Eisenhüttenstadt